# Vitiaz (batiscafo)
El Vitiaz (en ruso Витязь) es un batiscafo ruso que alcanzó, el 8 de mayo de 2020, el punto más profundo del planeta Tierra en la fosa de las Marianas, donde colocó un banderín con la ocasión de celebrar el 75.º aniversario de la victoria sobre la Alemania nazi en la Segunda Guerra Mundial. Ese día estableció un nuevo récord mundial para un aparato submarino autónomo y no tripulado al posarse a 10 028 m.
El batiscafo tomó el nombre del buque soviético de investigación oceanográfca, Vitiaz, que determinara, en 1957, el lugar más profundo de esta fosa: 11 022 m.
La inmersión se prolongó por un espacio de tres horas, tiempo durante el que el aparato grabó imágenes del fondo marino y realizó también un análisis cartográfico de esa zona del océano Pacífico, según informó la Fundación de Investigaciones Avanzadas rusa. La comunicación entre el batiscafo y la superficie se efectó en tiempo real, a través de canales hidroacústicos. Esta Fundación destacó en un comunicado que, a diferencia de otros aparatos submarinos que alcanzaron el fondo dos mares —el japonés Kaiko y el estadounidense Nereus—, el Vitiaz funciona de manera totalmente autónoma.
Gracias al empleo de elementos de inteligencia artificial en el sistema de mando del aparato, este puede "eludir de manera autónoma obstáculos en su camino, y encontrar una vía de salida en espacios reducidos", explicó la Fundación. Por su parte, el vice primer ministro ruso, Yury Borisov, destacó que la inmersión del Vitiaz es un "gran logro", tanto de la ciencia como de la industria de la defensa nacional.